# Raphitoma bicolor
Raphitoma bicolor é uma espécie de gastrópode do gênero Raphitoma, pertencente a família Raphitomidae.